# Léonin
Léonin, verjetno francoski skladatelj, * 1135, † 1190 ali 1201.
Léonin je prvi pripadnik polifone glasbene šole katedrale Notre Dame v Parizu, ki je znan po imenu. Ime Léonin je pomanjševalnica latinskega imena Léo, kar je bilo verjetno njegovo pravo francosko ime.
Podatki o njem so poznani le iz zapisov kasnejšega katedralske šole, znanega pod imenom Anonymous IV., Angleža, ki v svoji teoretski razpravi omenja Leonina kot skladatelja »Velike orgelske knjige«, imenovane Magnus Liber. Verjetno je Leonin prvi uporabljal oznake za različne dolžine not in iznašel sistem ritmičnega zapisa, ki je bil potreben za notiranje polifonega stavka. Njegovo delo je močno vplivalo na delo kasnejšega skladatelja, Pérotina.